# 15e étape du Tour d'Espagne 2015
La 15e étape du Tour d'Espagne 2015 s'est déroulée le dimanche 6 septembre 2015, entre Comillas et Cabrales, sur une distance de 175,8 km.

## Résultats

### Classement de l'étape
| Classement de l'étape | Classement de l'étape | Classement de l'étape | Classement de l'étape | Classement de l'étape |
|                       | Coureur               | Pays                  | Équipe                | Temps                 |
| --------------------- | --------------------- | --------------------- | --------------------- | --------------------- |
| 1er                   | Joaquim Rodríguez     | Espagne               | Katusha               | en + 4 h 33 min 31 s  |
| 2e                    | Rafał Majka           | Pologne               | Tinkoff-Saxo          | + 12 s                |
| 3e                    | Daniel Moreno         | Espagne               | Katusha               | + 14 s                |
| 4e                    | Nairo Quintana        | Colombie              | Movistar              | + 15 s                |
| 5e                    | Fabio Aru             | Italie                | Astana                | + 15 s                |
| 6e                    | Mikel Landa           | Espagne               | Astana                | + 18 s                |
| 7e                    | Esteban Chaves        | Colombie              | Orica-GreenEDGE       | + 29 s                |
| 8e                    | Mikel Nieve           | Espagne               | Sky                   | + 24 s                |
| 9e                    | Alejandro Valverde    | Espagne               | Movistar              | + 29 s                |
| 10e                   | Domenico Pozzovivo    | Italie                | AG2R La Mondiale      | + 41 s                |
| modifier              |                       |                       |                       |                       |

### Classements à l'issue de l'étape

#### Classement général
| Classement général | Classement général | Classement général | Classement général | Classement général  |
|                    | Coureur            | Pays               | Équipe             | Temps               |
| ------------------ | ------------------ | ------------------ | ------------------ | ------------------- |
| 1er                | Fabio Aru          | Italie             | Astana             | en 61 h 53 min 56 s |
| 2e                 | Joaquim Rodríguez  | Espagne            | Katusha            | + 1 s               |
| 3e                 | Rafał Majka        | Pologne            | Tinkoff-Saxo       | + 1 min 24 s        |
| 4e                 | Tom Dumoulin       | Pays-Bas           | Giant-Alpecin      | + 1 min 25 s        |
| 5e                 | Esteban Chaves     | Colombie           | Orica-GreenEDGE    | + 1 min 34 s        |
| 6e                 | Daniel Moreno      | Espagne            | Katusha            | + 2 min 8 s         |
| 7e                 | Mikel Nieve        | Espagne            | Sky                | + 2 min 19 s        |
| 8e                 | Alejandro Valverde | Espagne            | Movistar           | + 2 min 25 s        |
| 9e                 | Nairo Quintana     | Colombie           | Movistar           | + 3 min             |
| 10e                | Louis Meintjes     | Afrique du Sud     | MTN-Qhubeka        | + 5 min 7 s         |
| modifier           |                    |                    |                    |                     |